# Malo Mlačevo
Malo Mlačevo – wieś w Słowenii, w gminie Grosuplje. 1 stycznia 2017 liczyła 235 mieszkańców.